# Édouard Lynch
Pour les articles homonymes, voir Lynch.
Edouard Lynch est un historien français, docteur en histoire de l'Institut d'études politiques de Paris, professeur d'histoire contemporaine à l’université Lumière-Lyon II, membre du comité directeur de l'Association des ruralistes français, membre de l'équipe société rurale du Centre Pierre-Léon d'histoire économique et sociale et professeur au Centre d'histoire de Sciences Po (CHEVS). Il participe aussi à l’Office universitaire de recherche socialiste. Il est spécialiste de l'histoire du socialisme contemporain et de l'histoire rurale.

## Publications
- La Libération des camps et le retour des déportés, coécrit avec Marie-Anne Matard-Bonucci, Bruxelles, Complexe, 1999, 285 p.
- Moissons rouges : les socialistes français et la société paysanne durant l'entre-deux guerres (1918-1940), Paris, Presses universitaires du Septentrion, 2002, 480 p.
- Les campagnes dans les évolutions sociales et politiques en Europe des années 1830 à la fin des années 1920 : étude comparée de la France, de l'Allemagne, de l'Espagne et de l'Italie, Paris, Hachette, 2005, 191 p.
- Les fermes d’autrefois, Paris, Éd. France loisirs, 2006, 184 p.
- Dans les fermes de notre enfance, Paris, Éditions du Chêne, 2007, 183 p.
- Nous étions des paysans, photos de François Kollar, Paris, Éditions de la Martinière, 2010  (ISBN 978-2-7324-4129-0).
- sous la dir. de Édouard Lynch, Alain Chatriot et Edgar Leblanc, Organiser les marchés agricoles : le temps des fondateurs, Paris, Armand Colin, 2012.
- Insurrections paysannes : de la terre à la rue : usages de la violence au XXe siècle, éditions Vendémiaire, 2019.
- Entre 1998 et 2000, de nombreux articles dans la revue Ruralia, revue de l'Association des ruralistes français.